# Casa Roig-Escrivà
La casa Roig-Escrivà és un edifici d'Amposta inclòs a l'Inventari del Patrimoni Arquitectònic de Catalunya.

## Descripció
És un habitatge compost per tres cossos, un de central pentagonal i dos de quadrats laterals. És a la cantonada de dos carrers. Està format per diferents seccions distribuïdes simètricament d'acord amb un eix central de simetria: dos cossos laterals de planta quadrada, planta baixa i pis superior, balustrada i coberta plana a banda i banda d'un cos central de planta pentagonal, planta baixa i dos pisos i teulada a dues aigües que sobresurt del cos de l'edifici creant un cornisament amb mènsules i elements ornamentals simples. En general destaquen la balustrada central que connecta els cos principal amb els laterals, els emmarcaments de les finestres, les motllures de les cantonades i el petit espai de l'entrada amb petits arbres.
El material de construcció és el maó.
A l'interior destaquen certs elements de caràcter clàssic, com volutes, motllures a les bigues, etc, així com desperfectes en les pintures d'algunes parets.

## Història
Va ser construït en un solar desert segons el projecte del mateix promotor de l'obra, el senyor Alfred Escrivà Prades, i l'arquitecte tortosí J. M. Franquet.